# Le Tourbillon de la danse
Pour plus de détails, voir Fiche technique et Distribution.

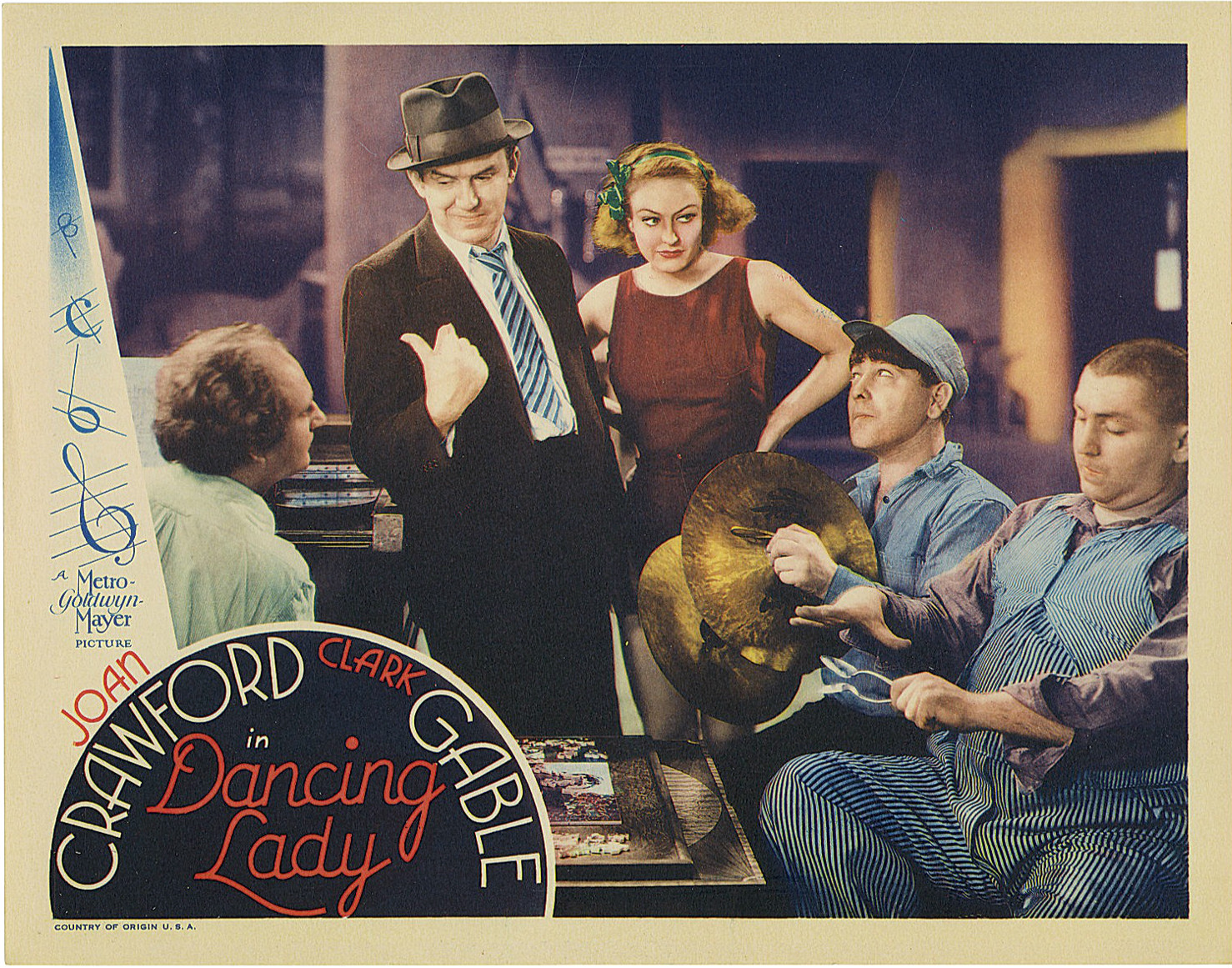
Joan Crawford

Le Tourbillon de la danse (titre original : Dancing Lady) est un film musical américain réalisé par  Robert Z. Leonard, sorti en 1933.

## Synopsis
Une jeune femme, Janie Barlow, se produisant dans les shows burlesques de Park Avenue rencontre lors d'une représentation l'homme d'affaires Tod Newton, qui l'aidera à accéder aux projecteurs de Broadway. Elle travaille sous la direction du chorégraphe Patch Gallagher, qui en fera la star du spectacle. Leurs relations, tout d'abord houleuses en raison du caractère difficile de Patch, deviennent de plus en plus ambiguës à mesure que la première approche.

## Fiche technique
- Titre original : Dancing Lady
- Titre français : Le Tourbillon de la danse
- Réalisation : Robert Z. Leonard
- Scénario : Allen Rivkin et P. J. Wolfson, d'après un roman de James Warner Bellah ;  Robert Benchley et Zelda Sears (non crédités)
- Direction artistique : Merrill Pye
- Costumes : Adrian
- Photographie : Oliver T. Marsh
- Montage : Margaret Booth
- Musique : Maurice De Packh et Louis Silvers (non crédités)
- Chorégraphe : Eddie Prinz
- Production : David O. Selznick et John W. Considine Jr.
- Société de production : MGM
- Société de distribution :  MGM
- Pays de production :  États-Unis
- Langue : anglais
- Format : Noir et blanc - 35 mm - 1,37:1 - Son mono (Western Electric Sound System)
- Genre : Film musical
- Durée : 92 minutes
- Date de sortie : 
  - États-Unis : 2 décembre 1933

## Distribution
- Joan Crawford : Janie « Duchesse » Barlow
- Clark Gable (V.F : Richard Francœur) : Patch Gallagher
- Franchot Tone (V.F : Maurice Dorléac) : Tod Newton
- May Robson : Dolly Todhunter
- Winnie Lightner : Rosette Henrietta LaRue
- Fred Astaire : Lui-même
- Robert Benchley : Ward King
- Grant Mitchell : Jasper Bradley Sr.
- Nelson Eddy : Lui-même
- Maynard Holmes : Jasper Bradley Jr.
- Sterling Holloway : Pinky, l'auteur du show
- Gloria Foy : Vivian Warner
- Moe Howard : Moe, un machiniste
- Curly Howard : Curly, un machiniste
- Larry Fine : Harry, un pianiste
- Ted Healy : Steve, l'assistant de Patch

Acteurs non crédités
- Eve Arden : Marcia, l'actrice sudiste
- Frank Hagney : un policier
- Charles C. Wilson : un gérant de club
- Peaches Jackson : une danseuse

## Production
Le film constitue la première apparition de Fred Astaire à l'écran où il joue son propre rôle. En effet, à cette époque il est déjà une célébrité à Broadway grâce à ses spectacles. Il danse et chante avec Joan Crawford deux numéros écrits et composés par Harold Adamson et Burton Lane : Heigh-Ho, the Gang's All Here et Let's Go Bavarian. Même s'il ne joue qu'un rôle très secondaire et ne dévoile que son talent de danseur, Fred Astaire est ravi de cette première expérience : « Avoir Clark Gable m'appelant par mon propre nom et jouer une scène avec lui et Joan Crawford, c'était pensais-je, une formidable façon d'être présenté aux très nombreux habitués des salles obscures - dont beaucoup ne m'avaient jamais vu et n'avaient même jamais entendu parler de moi en dépit de toutes mes années passées sur scène. ». Les chorégraphies et l’esthétique de ces deux numéros musicaux sont relativement simples mais le fait de présenter des jeunes gens près d'un bar, trinquant à la bière et buvant de nombreuses chopes de bière n'est pas anodin durant cette époque de prohibition, « Hollywood donnait une dernière fois à rêver aux spectateurs condamnés au régime sec. ».
Les numéros musicaux se déroulant lors du spectacle burlesque sont Hey, Young Fella, écrit et composé par Dorothy Fields et Jimmy McHugh, et Hold Your Man d'Arthur Freed et Nacio Herb Brown, chanté par Winnie Lightner. Lors du dîner offert par Todd Newton, le chanteur Art Jarrett interprète Everything I Have is Yours, chanson composée par Harold Adamson et Burton Lane. Enfin, Joan Crawford danse sur My Dancing Lady de Dorothy Fields et Jimmy McHugh, chantée par Art Jarrett ainsi que That's the Rythm of the Day, chantée par Nelson Eddy et composée par Lorenz Hart et Richard Rodgers. N'étant ni chanteuse ni danseuse de formation, Joan Crawford s'est préparé longuement pour ces numéros, « Je n'ai jamais travaillé aussi dur que pour Le Tourbillon de la danse », se souvient-elle,.
Pendant le tournage, Clark Gable travaille jusqu'à l'épuisement et fait un malaise dans les studios. Il est transporté immédiatement à l'hôpital mais se rétablit rapidement. Cet épisode impressionne beaucoup Joan Crawford, « C'était terrifiant », déclare-t-elle,.

## Accueil critique et public
Le film remporte un gros succès au box-office américain et reçoit de nombreuses critiques positives. Mordaunt Hall du New York Times écrit notamment : « Il s'agit pour la majeure partie d'une histoire assez animée (...) La danse pratiquée par Fred Astaire et Joan Crawford est des plus gracieuse et séduisante. Les effets photographiques de leurs scènes représentent une réussite extraordinaire (...) Mme Crawford joue son rôle avec le plus grand sérieux. »,.